# Sør-Varanger
Gmina Sør-Varanger (norw. Sør-Varanger kommune) – norweska gmina leżąca w okręgu Finnmark. Jej siedzibą jest miasto Kirkenes.
Sør-Varanger jest 6. norweską gminą pod względem powierzchni.

## Położenie i historia
Sør-Varanger graniczy od południa i zachodu z Finlandią, od północy jej brzegi oblewa Morze Barentsa, od północnego zachodu znajduje się inna norweska gmina – Nesseby, a od wschodu graniczy z Rosją. Do lat tuż po rewolucji październikowej i powstania ZSRR region ten był terenem względnie swobodnej wymiany nadgranicznej i przepływu tak ludzi, jak i towarów. Wytworzył się tu nawet specyficzny język pidżynowy – norwesko-rosyjski „russenorsk”. Później granica została mocno uszczelniona, zwłaszcza ze strony rosyjskiej. W kwietniu 1940 Norwegię, a wraz z nią Sør-Varanger, zajęli Niemcy, którzy utworzyli silną bazę wojskową w Kirkenes, kontrolującą trasę alianckich konwojów do Murmańska. W październiku 1944 Niemców wyparła stąd Armia Czerwona, która jednak wkrótce wycofała się na wschód, oddając Sør-Varanger Norwegii. Później, przez okres zimnej wojny, aż do 1991 roku, krótki, osiemdziesięciokilometrowy odcinek granicy Sør-Varanger z Rosją stanowił jedyny w Europie styk ZSRR z NATO (drugie takie miejsce, poza Europą, stanowiła granica turecko-armeńska, -gruzińska i -azerska), toteż rejon ten był silnie nasycony umocnieniami wojskowymi i punktami obserwacyjnymi. Nigdy nie doszło tu do wymiany ognia ani nawet do poważniejszych incydentów granicznych, ale zdarzało się, że zajmowały tu swoje pozycje czołgi po obu stronach, raz nawet wraz z wojskiem norweskim stanęły tu oddziały armii USA. Część z instalacji wojskowych jest nadal wykorzystywana (mieści się tu baza wojskowa Høybuktmoen) ze względu na fakt, iż obecnie – mimo rozpadu Układu Warszawskiego i zakończenia zimnej wojny – granica ta oddziela państwa należące do układu z Schengen od nienależącej doń Rosji.

## Demografia
Według danych z roku 2005 gminę zamieszkuje 9463 osób. Gęstość zaludnienia wynosi 2,39 os./km². Pod względem zaludnienia Sør-Varanger zajmuje 110. miejsce wśród norweskich gmin.

## Edukacja
Według danych z 1 października 2004:
- liczba szkół podstawowych (norw. grunnskolar): 10
- liczba uczniów szkół podst.: 1342

## Władze gminy
Według danych na rok 2011 administratorem gminy (norw. rådmann) jest Bente Larssen, natomiast burmistrzem (norw. ordfører, d. borgermester) jest Linda Beate Randal.